# Euthymios Zigabenos

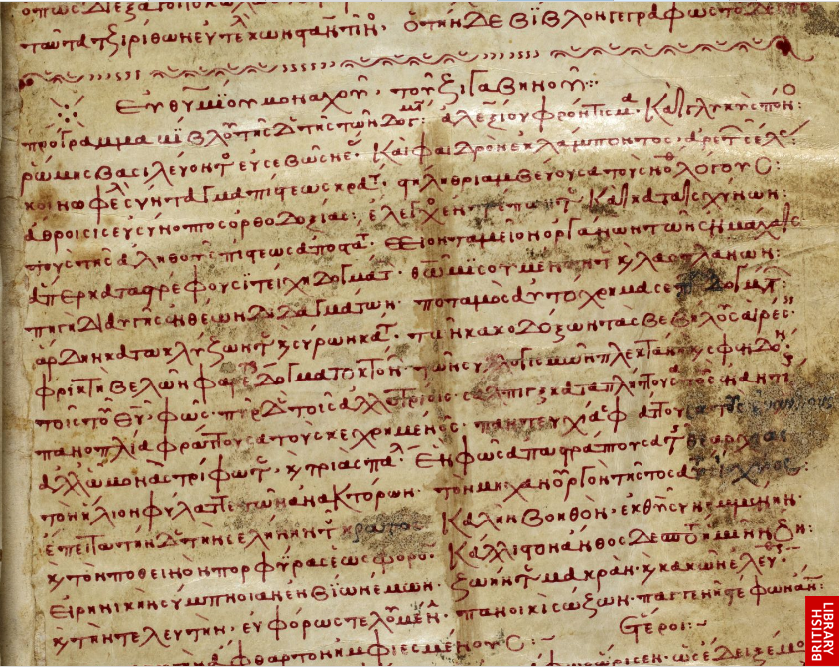
"Panoplia dogmatica", Euthymia Zigabena, Handschrift aus dem 12. Jahrhundert

Euthymios Zigabenos oder richtig: Zygadenos Ευθύμιος Ζιγαβηνός oder Ζιγαδηνός, lateinische Namensform Euthymius Zigabenus oder Zigabenius (* Mitte 11. Jh.; † nach 1118) war ein byzantinischer Theologe und Mönch in Konstantinopel.

## Leben
Im Auftrag des Kaisers Alexios I. redigierte er zusammen mit Johannes Phurnes die Panoplia, d. h. Rüstkammer des orthodoxen Glaubens, bestehend aus 28 den einzelnen Häresien und ihrer Widerlegung gewidmeten Abschnitten. Sie sind unter anderem gegen den Islam, die Bogomilen und die Paulikianer gerichtet. Das Werk ist großenteils aus Texten der Kirchenväter zusammengestellt, kaum mehr als zwei Abschnitte sind Originalarbeiten des Euthymios. Außerdem verfasste er einen Kommentar zu den vier Evangelien und Kommentare zu den Psalmen und den Paulusbriefen, jeweils wiederum in Form von Katenen, das heißt als Zusammenstellung älterer Kommentare.